# Brachionus postcurvatus
Brachionus postcurvatus är en hjuldjursart som beskrevs av Kuczynski 1991. Brachionus postcurvatus ingår i släktet Brachionus och familjen Brachionidae. Inga underarter finns listade i Catalogue of Life.